# Adenitis
Adenitis je splošni naziv za vnetje žlez pri človeku. Običajno se izraz nanaša na limfadenitis, vnetno povečanje (limfadenopatijo) bezgavk. Vestibularni adenitis je vnetje Skenejevih periuretalnih (vestibularnih) žlez ob nožnici.